# Jan Janszn Smits (1749-1797)
Jan Janzn Smits (Bergambacht, gedoopt 16 maart 1749 - Lekkerkerk, 18 december 1797) was baljuw van Lekkerkerk, Zuidbroek, Ammerstol, Bergambacht en 's-Heeraartsberg, hoogheemraad en dijkgraaf van de Krimpenerwaard.

## Leven en werk
Smits werd in 1749 in Bergambacht geboren als zoon van Jan Janzn Smits (de ouden) en Lijsbeth Dirkse Blanken. Smits vervulde tijdens zijn leven diverse bestuurlijke functies in de Krimpenerwaard. Hij was baljuw van Lekkerkerk, Zuidbroek, Ammerstol, Bergambacht en 's-Heeraartsberg. Smits kocht in 1783 de heerlijkheid Ouderkerk voor 26.400 gulden van  Maria Wilhelmina van Nassau-LaLecq, waardoor er een eind kwam aan de eeuwenlange band tussen de familie Nassau en Ouderkerk. Smits verkocht de heerlijkheid in 1793 aan Jan Mijnlieff. Smits was tevens hoogheemraad van de Krimpenerwaard. Op 11 augustus 1795 kozen de ingelanden van de Krimpenerwaard Smits tot dijkgraaf in de plaats van de afgezette dijkgraaf Van Oosterhout. Het zou nog ruim twee jaar duren voordat deze benoeming bekrachtigd werd door het toenmalige gezag. Kort daarna overleed Smits in december 1797 op 48-jarige leeftijd in zijn woonplaats Lekkerkerk. Zijn gelijknamige zoon Jan was van 1812 tot 1850 maire, schout en burgemeester van Lekkerkerk.